# スタッド・モントワ
スタッド・モントワ・ラグビー（仏: Stade Montois Rugby）は、フランスのモン＝ド＝マルサンに本拠地を置くラグビーユニオンクラブである。スタジアムはスタッド・アンドレ＝エ＝ギ＝ボニファス。プロD2（2部）に所属。通称はモン＝ド＝マルサン（Mont-de-Marsan）。

## 歴史
1908年創設。
2012-13シーズンをトップ14でプレーしたのを最後に、トップディビジョンから遠ざかっている。

## タイトル

### 国内タイトル
- フランス選手権（現・トップ14）
  - 優勝 1回（1963）
  - 準優勝 3回（1949, 1953, 1959）
- フランス選手権プロD2（2部リーグ）
  - 優勝 1回（2002）

## スコッド
- アンソニー・アウヴェス(ポルトガル代表)
- ゲオルゲ・ガジオン(ルーマニア代表)
- ルカ・ベギック(ポルトガル代表)
- アグスティン・オルマエチェア(ウルグアイ代表)
- ウィリー・デュプレッシー(オランダ代表)
- エロニ・サウ(フィジー代表)
- シモン・ベント(ポルトガル代表)

## 歴代所属選手
- ラウル・ラーソン(ナミビア代表)
- テビタ・マイラウ(トンガ代表)
- レミ・マルタン(フランス代表)
- ジャン＝バティスト・ディクラリス(ベルギー代表)
- アントン・ペイクリシヴィリ(ジョージア代表)
- タマズ・ムチェドリゼ(ジョージア代表)
- パウラ・ヌガウアモ(トンガ代表)
- レミー・タレス(フランス代表)
- ヴェレニキ・ゴネヴァ(フィジー代表)
- ルーカス・メンサ(アルゼンチン代表)